# Wladimir Fjodorowitsch Schuschpanow
Wladimir Fjodorowitsch Schuschpanow (russisch Владимир Фёдорович Шушпанов; beim Weltschachbund FIDE Vladimir Shushpanov; * 12. August 1952) ist ein russischer Schachspieler und -trainer.

## Leben
Schuschpanow nahm an mehreren Leningrader Stadtmeisterschaften teil. Dreimal gewann er die Meisterschaft des Leningrader Tschigorin-Schachklubs, außerdem wurde er zweimal Meister der örtlichen Trud-Sportvereinigung. Im Jahr 1990 erfolgte seine Ernennung zum Meister des Sports der UdSSR. Nach Öffnung der Grenzen spielte er bei vielen internationalen Turnieren im osteuropäischen Raum, vor allem in Tschechien. Aufgrund seiner Leistung wurde er 2002 vom Weltschachbund zum Internationalen Meister ernannt. Seine beste Elo-Zahl betrug 2427 zwischen Januar und Juli 2001.
Nach dem Studium am Leningrader Finanzökonomischen Wosnessenski-Institut (Fachrichtung: Volkswirtschaftsplanung) ging er viele Jahre seinem Beruf nach. Seit Mitte der 1980er Jahre ist Schuschpanow als Schachtrainer tätig, erst im Kinder- und Jugendhaus des Kirower und ab 2001 des Moskauer Stadtbezirks. Im Jahr 2000 führte er die russische Mannschaft (Alexander Rjasanzew, Jewgeni Alexejew, Artjom Timofejew und andere) zum Gewinn der Jugend-Olympiade in Artek. Unter seinen Schülern befinden sich Kirill Alexejenko, Daniil Lintschewski, Pawel Anissimow und Anna Duschenok.
Seine Ehefrau Nina Schuschpanowa (geb. Terentjewa) spielt ebenfalls Schach. Sie war Siegerin der Jugendmeisterschaft der sowjetischen Streitkräfte. Im Jahr 1985 belegte sie den dritten Platz bei der Leningrader Meisterschaft der Frauen. 2000 erreichte sie den vierten Platz bei der Seniorenweltmeisterschaft der Frauen in Rowy.